# Johann Heinrich Müntz

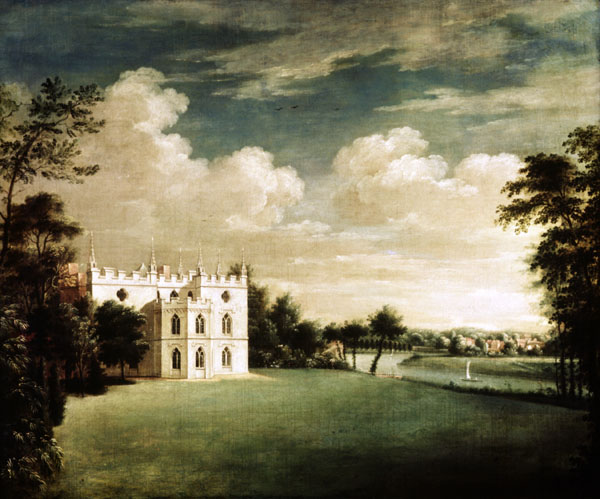
Johann Heinrich Müntz: Strawberry Hill, Twickenham von Süden, um 1755–1759

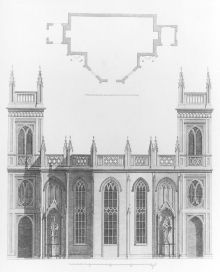
Johann Heinrich Müntz: Die „Gotische Kathedrale“ in Kew Gardens, Stich, 1763

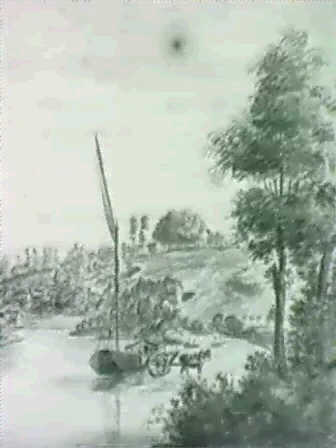
Johann Heinrich Müntz: Themse-Fähre beim Entladen

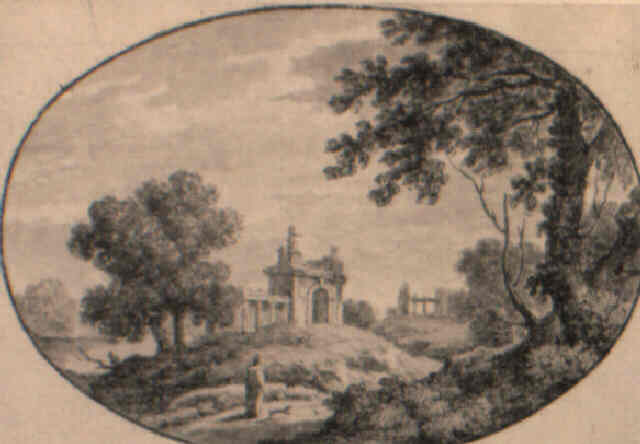
Johann Heinrich Müntz: Arkadische Landschaft mit Ruinen, Aquarell, 1766–1767

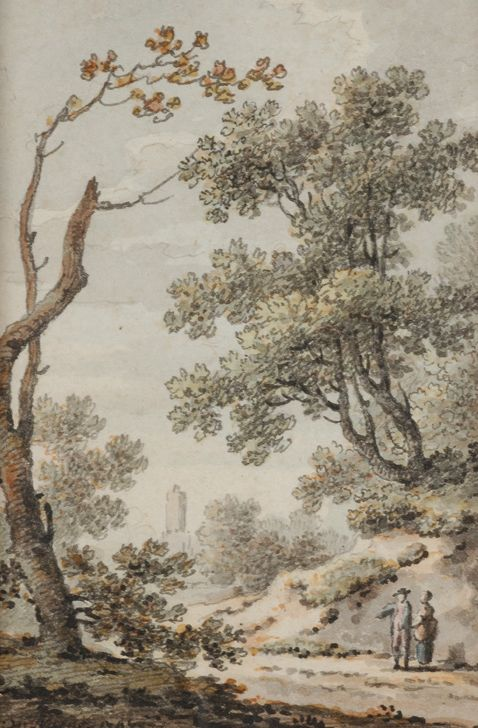
Johann Heinrich Müntz: Romantische Landschaft, 1767 (Detail)

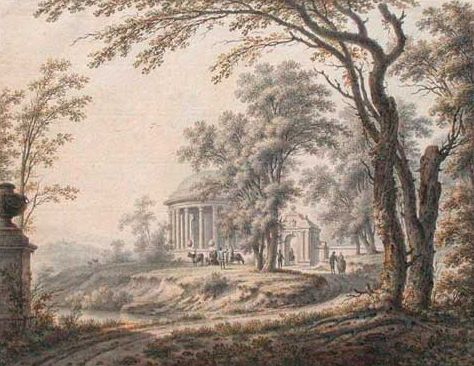
Johann Heinrich Müntz: Landschaft mit Staffagen, 1770

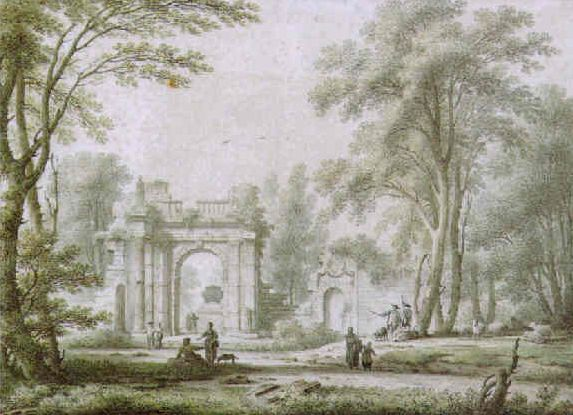
Johann Heinrich Müntz: Parklandschaft mit antiken Ruinen und Figuren, 1773

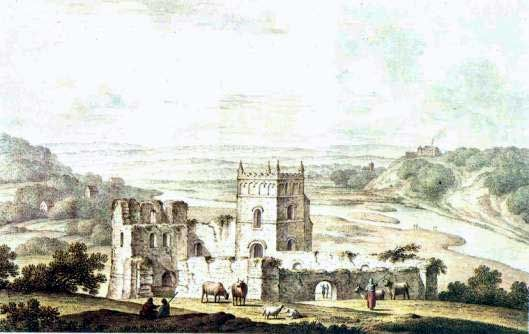
Johann Heinrich Müntz: Ruine der Burg Kazimierz Dolny, 1782

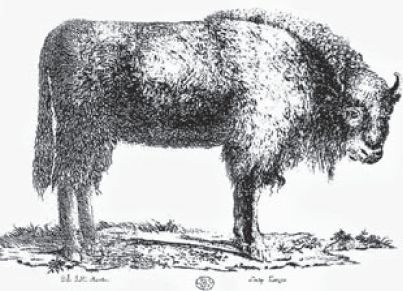
Johann Heinrich Müntz: „Bisonne de Gilibert“ in Litauen, um/vor 1784

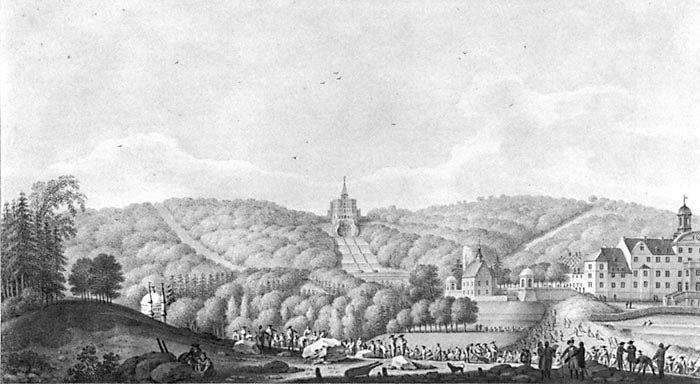
Johann Heinrich Müntz: Bergpark Wilhelmshöhe in Kassel, noch mit dem alten Schloss Weißenstein und Moschee, 1786

Johann Heinrich Müntz, englisch John Henry Muntz, französisch Jean-Henri Müntz, polnisch Jan Henryk Müntz, ukrainisch Жан Анрі Мюнц (* 28. September 1727 in Mülhausen; † Mai 1798 in Kassel) war ein deutsch-schweizerischer Porträt- und Landschaftsmaler, Architektur-Zeichner, Radierer, Baumeister und Gartengestalter.

## Leben
Müntz wurde in Mülhausen im Elsass geboren. Der Ort war damals einerseits als „zugewandter Ort“ vertraglich mit der Alten Eidgenossenschaft verbunden, gehörte andererseits als direkt dem Kaiser unterstellte Freie Reichsstadt dem Heiligen Römischen Reich Deutscher Nation an.
Müntz war auf künstlerischem Gebiet vielseitig begabt und in ganz Europa tätig. Diese Wanderschaft war prägend für das Leben und Werk von Johann Heinrich Müntz. In Frankreich durchlief er ab 1748 zunächst eine Ausbildung als Ingenieur der Armee. Während dieser Dienstzeit kam er auch nach Spanien (1748), wo er gotische Bauwerke zeichnete, und nach Rom (1749–1754), wo er antike Vasen kopierte und Landschaftsidyllen malte. Nach der Auflösung seines Regiments kam er, inzwischen Offizier geworden, über Nantes (1753) für kurze Zeit (bis 1754) auf die Kanalinsel Jersey.
Von 1755 bis 1759 engagierte ihn Horace Walpole auf Empfehlung seines Freundes Richard Bentley von Jersey weg ins Königreich Großbritannien, auf seinen Besitz Strawberry Hill, Middlesex bei Twickenham in der Nähe von Richmond, wo er als Nachfolger von Bentley Ansichten seiner extravaganten, ab 1749 im neugotischen Stil („Gothic Revival“) errichteten Villa zwecks Veröffentlichung und Verkauf durch Walpoles hauseigene Verlagsdruckerei anfertigen sollte. (Brief Walpoles vom 10. Juni 1755 an Bentley: „Mr. Muntz is arrived.“)
Am 5. Juli 1755 berichtete Walpole zunächst lobend über Müntz an Richard Bentley: “[…] he answers all you promised and vowed for him: he is very modest, humble, and reasonable; and has seen so much and knows so much, of countries and languages that I am not likely to be soon tired of him. His drawings are very pretty: he has done two views of Strawberry that please me extremely; his landscape and trees are much better than I expected. […]”.
Diese Protektion durch den berühmten Walpole war für Müntz der Durchbruch seiner späteren künstlerischen Karriere. In seiner Zeit bei Walpole entstand unter anderem die Deckenausmalung im China Closet (ein Porzellan-Kabinett), dessen Deckenmalerei vom Typus der italienischen Loggia und formal als convolvuluses on poles von Decken der Villa Borghese in Frascati abgeleitet wurde. Er hatte dort wohl auch erstmals Kontakt zum zeitgleich dort tätigen Architekten William Chambers.
Müntz war längere Zeit nicht vor Ort, sondern arbeitete auch in „The Vynes“ (Hampshire). Walpole am 4. August 1755 an Bentley: “Mr. Muntz is at the Vine, and has been some time. I want to know more of this history of the German [sic!]: I do assure you, that I like both his painting and behaviour; but if any history of any kind is to accompany him, I shall be most willing to part with him.”
Walpole hatte außerdem Richard Bateman überredet, für dessen „Grove House“ in Old Windsor (eine Ferme Ornée, Vorläufer von und Vorbild für The Leasowes von William Shenstone), Bentley zu engagieren. Müntz entwarf dazu einen achteckigen „gotischen“ Raum, einen Speisesaal und ein „Kloster“ (cloister). Für John Robartes, 4. Earl of Radnor, fertigte er eine Ansicht von Radnor House (vor 1756).
Kurzzeitig war Müntz auch Mitglied des selbsternannten „Committee of Taste“ („Komitee für guten Geschmack“), dem außer Walpole noch Richard Bentley und der Architekturdilettant John Chute angehörte. Man kann durchaus sagen, Müntz war von diesen vieren der fachlich Fähigste.
Müntz hatte jedoch wohl einen eigensinnigen Kopf (“All the world is going the same road, except Mr. Muntz, who had rather be knocked on the head for fame, than paint for it.” Walpole am 12. Juli 1757 an seinen Freund George Montagu). Walpole wurde bald ungeduldig, denn Müntz malte ihm auch zu langsam (“mr. Muntz is not gone; but pray don’t think that I keep him: he has absolutely done nothing this whole summer but paste two chimney-boards. In short, instead of Claude Lorrain, he is only one of Bromwich’s men.”'; 26. Juli 1757 an John Chute).
1759 gestaltete Müntz für Walpole die „gotische Kathedrale“ (Gothic Cathedral). Im „China Room“ fertigte Müntz das Deckengemälde an. Schließlich wurde Müntz aber von Walpole doch entlassen, “for very pertinent behaviour.” Müntz arbeitete während dieser Zeit bereits an der Vorbereitung einer Gotik-Publikation. Er versuchte sich durch Auftragsarbeiten finanziell über Wasser zu halten. Er übersiedelte nach London, denn von Augusta, Princess of Wales (Prinzessin von 1736 bis 1751) hatte er den Auftrag erhalten, die berühmten Gärten von Kew anzulegen. Er arbeitete dort mit William Chambers zusammen auch an den Parkarchitekturen, entwarf für Chambers’ Designs für die im maurischen Stil erbaute „Alhambra“ (1758) und zeichnete (und gestaltete wohl auch) als Staffagenarchitektur eine „gothische Kathedrale“ (Kapelle) (1759). Ob er auch an der Landschaftsgestaltung mitwirkte, ist unklar.
Für Thomas Hudson in Twickenham fertigte er um 1760 ein weiteres „gotisches Haus“. Robert Manwaring bildete in einem Reiseführer aus dem Jahr 1760 weitere Architekturzeichnungen von Müntz ab. In dieser Zeit ließ Müntz unter seinem französischen Namen Jean Henri Müntz eine Abhandlung über die Enkaustik-Methode des Grafen Caylus drucken: Encaustic: or, Count Caylus's method of painting in the manner of the ancients. (London 1760). Sie wurde später von Johann Friedrich von Uffenbach unter dem Titel J. H. Müntz encaustische Malerey auch ins Deutsche übersetzt.
1762 wurden Bildwerke von ihm bei der Londoner Society of Artists ausgestellt. Im gleichen Jahr engagierte ihn James Caulfeild, der 4th Viscount of Charlemont (1728–1799), um einen „Ägyptischen Raum“ (im neugotischen Stil!) für dessen „Marino House“ bei Dublin zu entwerfen, in dem dessen Sammlung antiker ägyptischer Vasen untergebracht werden sollten. Noch 1762 verließ Müntz schließlich England, Richtung Habsburger- und Osmanisches Reich. Er verbrachte ein Jahr in Griechenland und Jerusalem mit der Anfertigung aufmassgenauer Darstellungen antiker Monumente und publizierte griechische Vasen. Anschließend übersiedelte er dann in die Niederlande. Dort arbeitete er von 1764 bis 1778 in Weesp und Muiden als Porzellanmaler, und als Metallurgist im Auftrag von Benjamin Veitel Ephraim, nebenher verfertigte er jedoch weitere Landschaftsszenen.
Von 1780 bis 1785 (nachweislich mindestens 1783) lebte er in der Polnisch-Litauischen Adelsrepublik, wo er Major des 2. Bataillons in Grodno wurde. Er schloss sich dem polnischen Prinzen, Großschatzmeister von Litauen, und später letzter König des unabhängigen Polen, Stanislaus Poniatowski an, der sein Gönner wurde, und war verantwortlich für die Neuplanung des Warschauer Königsschlosses und der zugehörigen Gärten.
Von Polen aus machte er Reisen nach Litauen und in die Ukraine und entwarf für Poniatowski und nach dessen Anweisungen in dessen Residenzstadt Korsuń eine Villa (erbaut 1783) sowie den zugehörigen Korsun-Park am Ufer des Flusses Ros. Als Müntz während der Arbeiten erkrankte und Korsuń verließ, setzte John Lindsay, ein Pole schottischer Abstammung, sein Werk fort. Müntz betätigte sich auf seinen Reisen auch als naturdokumentarischer Zeichner. In Litauen hielt er z. B. eines der dort wild vorkommenden Europäischen Bisons („Bisonne de Gilibert“, Wisent) auf einem Stich fest (Gilibert hatte erstmals eine wissenschaftliche Beschreibung der europäischen Bisons verfasst). Müntz reiste weiter: Für das Jahr 1785 ist er in Italien (Florenz) belegt.
1792 ging Johann Heinrich Müntz endgültig nach Kassel (Landgrafschaft Hessen-Kassel). Dort entstanden zahlreiche Aquarelle und Zeichnungen, z. B. vom Bergpark Wilhelmshöhe und den Landschaften der Umgebung. Während seiner Kasseler Zeit hielt sich Müntz den Sommer über meist im nahen Riede (heute ein Ortsteil von Bad Emstal) auf. Der Entwurf zum Landschaftsgarten (1770) von Schloss Riede stammt ebenfalls von Müntz. Er wurde 1798 im Garten des Schlosses Riede beigesetzt.

## Würdigung
J. H. Müntz war ein Künstler von europäischem Rang, dessen Werk, über ganz Europa verteilt, lange Zeit weitgehend unerforscht in Vergessenheit geriet. Er hinterließ als Maler, Grafiker, Architekt, Soldat, Ingenieur, Lehrer und Schriftsteller im Europa der Aufklärung und des beginnenden Klassizismus seine Spuren. Bekannt geworden ist er vor allem als virtuoser Maler und Grafiker wie die Ansichten des Stadtschlosses in Kassel und des Marmorbads sowie durch die Beteiligung an der Gestaltung von Gartenanlagen.
Müntz verfasste drei theoretische Abhandlungen, für zwei weitere liegen Entwürfe vor. Zu einer Abhandlung von Johann Heinrich Tischbein d. J. (1742–1808) über Stiche fertigte er Abbildungen an, des Weiteren über antike Vasen, gotische Architektur, Enkaustik und Maltechnik.
Sein künstlerisches Werk ist gekennzeichnet durch Beherrschung und forschende Erarbeitung der Techniken, umfassendes Wissen über die Antike und ein Gespür für die Wünsche seiner Auftraggeber.
Anerkennung erfuhr er in seinen letzten Lebensjahren und nach seinem Tod nicht nur durch seine Schüler. Sie übernahmen mit dem vermittelten Wissen auch das wenige seiner materiellen Hinterlassenschaft. Den letzten Teil seines künstlerischen Erbes vermachte er zusammen mit seinen Schulden der Frau des Hofgärtner Stumpfeld in Kassel, die ihn während der letzten Krankheitsjahre versorgt hatte.
Im Jahr 1802 wurde ihm zu Ehren von Johann Christian Ruhl in Kassel, nahe dem Bergpark Wilhelmshöhe ein Ehrenmal errichtet. Überliefert ist eine undatierte Bleistiftzeichnung von Johann Martin von Rohden (* 1778; † 1868) mit dem Denkmal für Müntz.

## Werke
- Encaustic: or, Count Caylus's method of painting in the manner of the ancients: To which is added a sure and casy method for fixing of crayons. London: Printed for the Author & A. Webley [usw.], 1760. Als elektronische Ressource In: The University of Hongkong Libraries.
- Presentation of an assortment of the most beautiful, oldest and rarest Egyptian, Etruscan, Greek and Roman Vases and Urns…. 1772, London, Repr. 1972.

## Archive
- Strawberry Hill Trust, London.
- Lewis -Walpole Collection. Lewis-Walpole Library, Yale University, New Haven, CT.
- The Royal Society for the Encouragement of Arts, Manufactures & Commerce, London (Letter from Society to John Henry Muntz about encaustic paintings, Ref No.: PR.AR/103/10/402 thersa.net).
- Guildhall Library, London collage.cityoflondon.gov.uk
- Gemeentemuseum Weesp, Netherlands (? codart.nl)
- Staatliche Museen Kassel Wilhelmshöhe, Kassel
- Stadtmuseum, Kassel.